# 6894 Macreid
6894 Macreid è un asteroide della fascia principale. Scoperto nel 1986, presenta un'orbita caratterizzata da un semiasse maggiore pari a 2,6507294 UA e da un'eccentricità di 0,0733341, inclinata di 21,18932° rispetto all'eclittica.